# Vardø (gemeente)
Vardø (Samisch: Várggát; Fins: Vuoreija) is een gemeente in de Noorse provincie Finnmark. De gemeente telde 2104 inwoners in januari 2017. Vardø ontstond aan de vesting Vardøhus, en is de meest oostelijke gemeente van Noorwegen.

## Plaatsen in de gemeente
- Kiberg
- Vardø (plaats)

## Geboren
- Stefan Johansen (8 januari 1991), voetballer